# Super Nova Racing

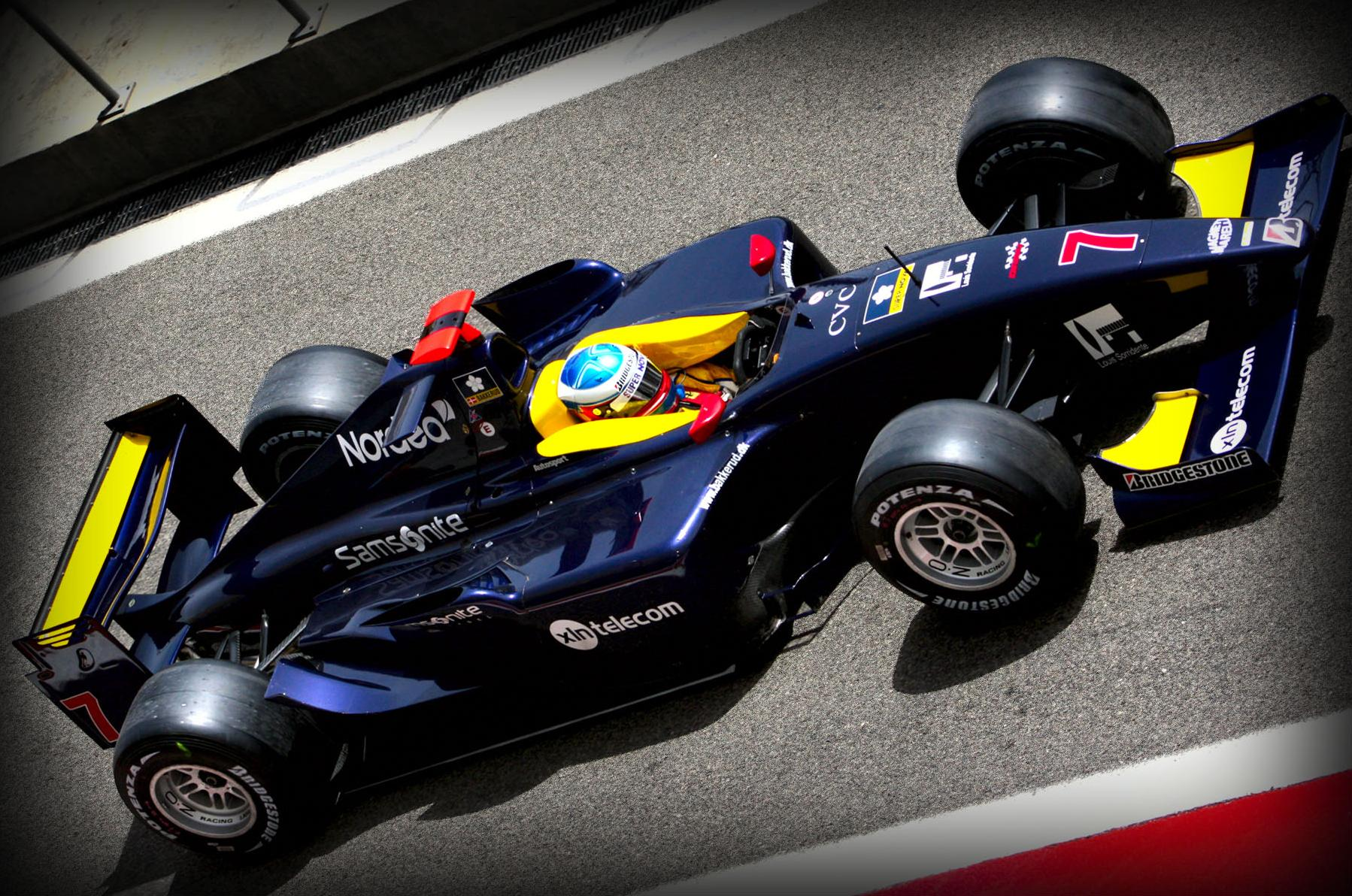
Christian Bakkerud à bord d'une voiture de Super Nova en 2008.

Super Nova Racing est une écurie de sport automobile britannique. Fondée en 1994, elle brille en championnat Formule 3000 avec 4 titres pilotes avec Vincenzo Sospiri (1995), Ricardo Zonta (1997), Juan Pablo Montoya (1998) et Sébastien Bourdais (2002). Depuis passée en GP2 Series, l'équipe doit se contenter d'une 3e place par équipe en 2005 et 2009. En 2012, l'équipe arrête le GP2 pour aller en Auto GP.

## Résultats en Formule 3000
| Saison | Châssis     | Moteur   | Pilotes                                                              | GP disputés | Victoires | Pole Positions | Podiums | Records du tour | Points inscrits | Classement |
| ------ | ----------- | -------- | -------------------------------------------------------------------- | ----------- | --------- | -------------- | ------- | --------------- | --------------- | ---------- |
| 1994   | Reynard 94D | Cosworth | Vincenzo Sospiri Taki Inoue                                          | 8           | 0         | 0              | 3       | 1               | n/a             | n/a        |
| 1995   | Reynard 95D | Cosworth | Ricardo Rosset Vincenzo Sospiri                                      | 8           | 5         | 1              | 8       | 2               | n/a             | n/a        |
| 1996   | Lola T96/50 | Zytek    | Kenny Bräck Marcos Gueiros                                           | 10          | 3         | 3              | 10      | 3               | n/a             | n/a        |
| 1997   | Lola T96/50 | Zytek    | Ricardo Zonta Laurent Redon                                          | 10          | 3         | 4              | 6       | 4               | n/a             | n/a        |
| 1998   | Lola T96/50 | Zytek    | Juan Pablo Montoya Boris Derichebourg                                | 12          | 4         | 7              | 10      | 5               | n/a             | n/a        |
| 1999   | Lola T99/50 | Zytek    | Ricardo Mauricio Jason Watt David Saelens                            | 10          | 2         | 1              | 4       | 0               | n/a             | n/a        |
| 2000   | Lola T99/50 | Zytek    | Nicolas Minassian David Saelens                                      | 10          | 3         | 2              | 8       | 0               | 60              | Champion   |
| 2001   | Lola T99/50 | Zytek    | Mark Webber Mario Haberfeld                                          | 12          | 3         | 2              | 4       | 4               | 42              | 3e         |
| 2002   | Lola B2/50  | Zytek    | Tiago Monteiro Sébastien Bourdais                                    | 12          | 3         | 6              | 8       | 3               | 58              | 3e         |
| 2003   | Lola B2/50  | Zytek    | Enrico Toccacelo Derek Hill Nicolas Kiesa Sam Hancock                | 10          | 1         | 0              | 2       | 0               | 35              | 5e         |
| 2004   | Lola B2/50  | Zytek    | Patrick Friesacher Alan van der Merwe Jeffrey van Hooydonk Can Artam | 10          | 0         | 0              | 0       | 0               | 13              | 8e         |

## Résultats en GP2 Series
| Saison | Châssis | Moteur     | Pilotes                                       | GP disputés | Victoires | Poles Positions | Podiums | Records du tour | Points inscrits | Classement |
| ------ | ------- | ---------- | --------------------------------------------- | ----------- | --------- | --------------- | ------- | --------------- | --------------- | ---------- |
| 2005   | Dallara | Mecachrome | Giorgio Pantano Adam Carroll                  | 23          | 3         | 1               | 11      | 2               | 102             | 3e         |
| 2006   | Dallara | Mecachrome | José María López Fairuz Fauzy                 | 21          | 0         | 1               | 3       | 1               | 30              | 8e         |
| 2007   | Dallara | Mecachrome | Luca Filippi Mike Conway                      | 21          | 1         | 2               | 7       | 1               | 78              | 4e         |
| 2008   | Dallara | Mecachrome | Christian Bakkerud Álvaro Parente Andy Soucek | 20          | 1         | 0               | 5       | 1               | 47              | 7e         |
| 2009   | Dallara | Mecachrome | Luca Filippi Javier Villa                     | 20          | 1         | 0               | 7       | 3               | 67              | 3e         |
| 2010   | Dallara | Mecachrome | Josef Král Marcus Ericsson Luca Filippi       | 20          | 1         | 0               | 1       | 0               | 19              | 9e         |
| 2011   | Dallara | Mecachrome | Fairuz Fauzy Luca Filippi Adam Carroll        | 18          | 0         | 0               | 1       | 0               | 20              | 9e         |